# Aeroportul Regional Texas Gulf Coast
Aeroportul Regional Texas Gulf Coast (IATA: LJN, ICAO: KLBX, FAA LID: LBX) este un aeroport din Texas, Statele Unite ale Americii ce deservește zona Angleton. Aeroportul a fost tranzitat în 2019 de 20 de pasageri.
Situat la o altitudine de 8 m, aeroportul dispune de 1 pistă.

## Infrastructură

### Piste
Aeroportul dispune de o singură pistă. Pista 17/35 are suprafața de beton și dimensiunile 7.000 picioare × 100 picioare. 